# Stigmatorhynchus umbelliferus
Stigmatorhynchus umbelliferus là một loài thực vật có hoa trong họ La bố ma. Loài này được (K. Schum.) Schltr. miêu tả khoa học đầu tiên năm 1913.